# エディット・クレッソン
エディット・クレッソン（フランス語：Édith Cresson、1934年1月27日 - ）は、フランスの政治家。第12代フランス首相を歴任した。姓（Cresson）の読み方はフランス語ではクレソンが近いが（野菜のクレソンと同じ）日本語メディアでは「クレッソン」と紹介されている。日本では後述の対日批判発言で知られる。

## 来歴・人物
1934年1月27日にパリ近郊のブローニュ＝ビヤンクールに誕生する。旧パリ女子高等商業研究院（HEC JF）を修了した。
1975年に社会党に入党し、1981年にヴィエンヌ県議員、1983年にシャテルロー市長。国政では、フランソワ・ミッテラン政権下で1981年に農相として入閣し、1983年に通商観光相、1984年に産業開発・通商相、1988年から1990年まで欧州問題相を歴任した（フランスでは地方と国政の役職を兼務できる）。
1991年5月にロカール首相の後任の首相に就任（フランス史上初の女性首相）。首相在任中、内政では農産物問題で農民デモが頻発し、外交では「日本人は黄色いアリ」「世界を征服しようとしている」と発言して日本政府からの公式抗議を受けた（後述）。1992年4月、地方選挙で社会党が敗北した責任を取って辞任した。
1994年にEUの欧州委員会で科学・研究開発担当委員に就任したが、かつて市長を務めたシャテルローの住民である歯科医の便宜を図って架空の書類を偽造した不正を糾弾され、1999年に辞任した。2004年7月19日、欧州委員会はこの事件でクレッソンを欧州司法裁判所に提訴した。
既婚で娘が2人いる。

## 外国への嫌悪発言
プラザ合意後の1980年代後半に、日本企業は円高を利用して欧米の有名企業や土地を次々と買収しており、世界的にジャパン・バッシングの風潮があった。その中で、元々白人エリート色の強い社会党からの首相であったクレッソンは、「ヨーロッパとアメリカが提携して日本人を潰すべし」といった日本を嫌悪する発言を繰り返し、日本のマスコミでも報道された。
日本において、クレッソンに対する批判的な風潮が派生したのは、1990年1月10日付『ラ・トリビューン』（La Tribune de l’expansion、経済紙）によるインタビューを1月13日付『朝日新聞』が報じた「日本は敵――規則まもらず世界征服たくらむ。；仏の対日タカ派クレッソン欧州問題担当相が発言」からである（原文では「敵」ではなく「競争相手」と書かれている）。その後も各全国紙、週刊誌などはクレッソンの日本や日本人についての発言を大きく取り上げて批判報道を繰り返したことにより問題が拡大し、アメリカなど他の国々のメディアにも取り上げられた。
特に人種差別的であると非難されたクレッソンの発言として、首相在任中に「日本人は兎小屋のようなアパートに住み、2時間もかけて通勤し高い物価に耐える蟻のような生活をしている」「日本人は黄色い蟻（fourmis jaunes）」などと公式な場で発言、こうした発言に対して日本政府から正式な抗議を受けるという異例の事態に至った。だが、クレッソンは「市場問題で我々に教訓を与えない国からの抗議は受けられない」と反駁し、抗議には直接応えずに日本への嫌悪や非難を繰り返しただけで、一連の嫌悪発言の撤回や謝罪を拒否した。また実際には、日本人の住環境とフランスのそれに大差がある訳では無く、国際統計には、日本の一戸当たりの平均の床面積はフランスより広いとするものもある。
過去には『ニューズウィーク』誌のスコット・サリバン欧州総局長に、日本人を「黄色いチビども」と表現した。
日本の世論はクレッソンに対して硬化し、右翼団体の街宣車がフランス大使館に押し寄せる事態となった。『週刊文春』は、「クレッソンよ、もういい加減にせんかい― 「日本が敵」とは失礼千万」と題した記事を掲載し批判、在日フランス大使館は「日本人は蟻とは褒め言葉（働きアリからの派生）」との見解を表明した。ただし、非公式な場ではあるが、日本大使の面前で「日本人は蟻。何度殺しても出てくる蟻」と発言したともされる。
アングロ・サクソンへの嫌悪でも知られ、「ほとんどのイギリス男はホモだ」とも発言、こちらはイギリスのタブロイド紙に「イギリス男に振られたのでは」と皮肉られた。